# NGC 6251
NGC 6251 je eliptična galaktika u zviježđu Malom medvjedu. Poznata je kao radio galaktika u kojoj se nalazi Supermasivna crna rupa mase 6 · 108 Sunčevih masa. Vidljiva je u Hubbleovim snimkama ultraljubičastih područja (bijelija i plavija područja u središtu).

## Vanjske poveznice
- (engl.) SEDS: NGC 6251
- (engl.) Hartmut Frommert: Revidirani Novi opći katalog
- (engl.) Izvangalaktička baza podataka NASA-e i IPAC-a
- (engl.) Astronomska baza podataka SIMBAD
- (engl.) VizieR
- (engl.) Auke Slotegraaf: NGC 6251 Deep Sky Observer's Companion
- (engl.) Courtney Seligman: Objekti Novog općeg kataloga: NGC 6250 - 6299